# 창저우구

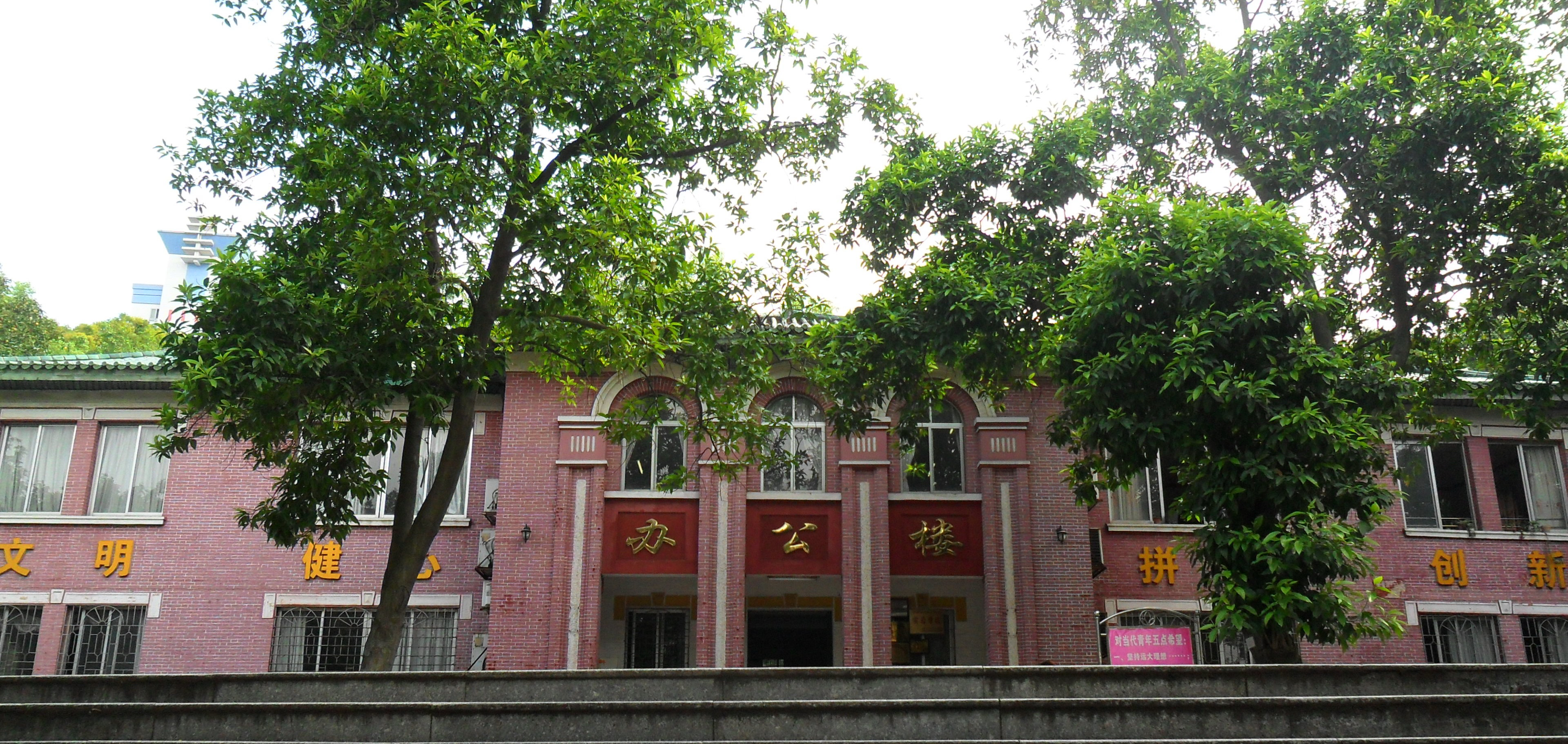

창저우구(한국어: 장주구, 중국어: 长洲区, 병음: Chángzhōu Qū)는 중국 광시 좡족 자치구 우저우 시의 현급 행정구역이다. 넓이는 378km2이고, 인구는 2007년 기준으로 130,000명이다.

## 기후
연평균 기온은 21.1°C이고 연평균 강수량은 1503.6mm이다.

## 행정 구역
2개 가도, 2개 진을 관할한다.
- 가도: 大塘街道, 兴龙街道.
- 진: 长洲镇, 倒水镇.